# Жемчужницевые
Жемчужницевые, или пресноводные жемчужницы (лат. Margaritiferidae), — семейство пресноводных двустворчатых моллюсков из отряда унионид (Unionida). Второе название они получили так как, живя в пресной воде, внутренняя часть их раковин имеет толстый слой перламутра и они способны производить жемчуг.

## Классификация
На февраль 2021 года в семейство включают 6 родов, объединённых в 2 подсемейства:
- Подсемейство Gibbosulinae Bogan, Bolotov, Froufe & Lopes-Lima, 2018
  - Gibbosula Simpson, 1900
- Подсемейство Margaritiferinae Henderson, 1929 (1910)
  - † Asturianaia Delvene, Munt, Piñuela & García-Ramos, 2016
  - Cumberlandia Ortmann, 1912
  - Margaritifera Schumacher, 1815
  - † Paraheudeana Starobogatov, 1970
  - Pseudunio F. Haas, 1910